# Onze-Lieve-Vrouwekapel (Alsemberg)

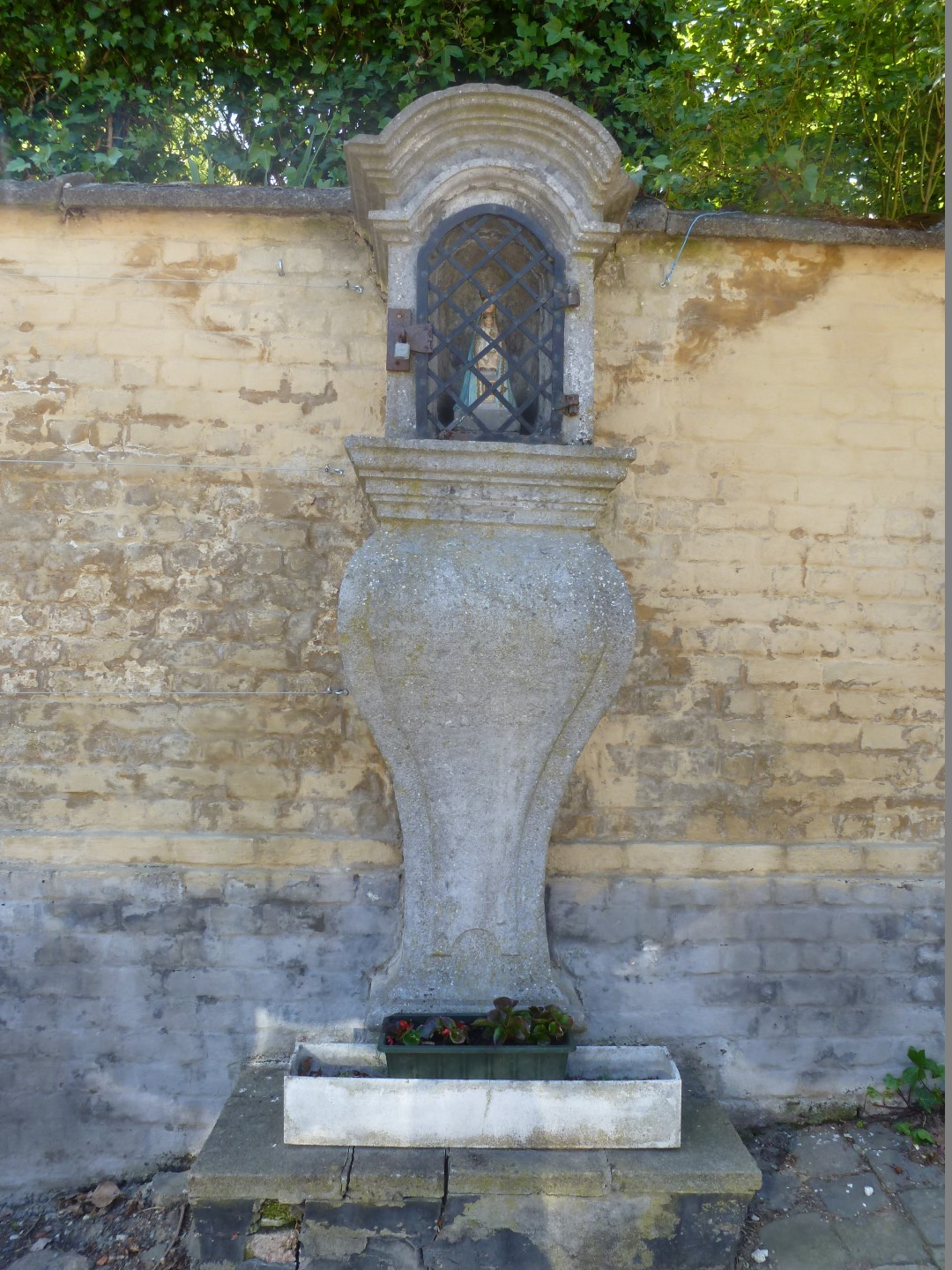
Onze-Lieve-Vrouwekapel

De Onze-Lieve-Vrouwekapel (ook:Kapel van de Roode Poort) is een kapelletje in de tot de Vlaams-Brabantse gemeente Beersel behorende plaats Alsemberg, gelegen aan de Pastoor Bolsstraat.
Het betreft een arduinen pijlerkapel die werd uitgevoerd in régencestijl. Op de in- en-uitgezwenkte voet is een steenhouwersmerk bewaard gebleven. Het jaartal 1861 duidt vermoedelijk op een herstel. Het eigenlijke kapelletje heeft een met smeedijzeren traliewerk afgesloten nis waarin zich een Mariabeeldje bevindt.